# Всё будет хорошо (фильм, 1998)
«Всё будет хорошо» (нем. Alles wird gut) — фильм 1998 года режиссёра Ангелины Маккароне.

## Сюжет
Катя выгоняет Набу из дома, и Набу теперь не представляет, как ей жить. Случайно ей подворачивается возможность устроиться уборщицей у Ким, соседки Кати этажом ниже. Ким работает в рекламной компании, и у неё абсолютно нет времени следить за порядком в квартире. Теперь Набу может быть рядом с Катей, хотя у той уже новый роман. Вскоре ей удаётся отвадить от Кати её новую подружку, вот только к этому времени она всё сильнее интересуется Ким. Ким собирается замуж за своего босса, также она надеется на повышение. По недоразумению, все считают Набу сестрой Ким, к тому же не совсем в своём уме. Ей приходится играть эту роль, и общение с Ким становится всё более дружеским. В конце концов, они влюбляются друг в друга. Но Ким боится своих желаний. Она эмигрантка из Африки, в детстве её семью спасла благотворительная организация и привезла в Германию. Она считает, что быть «чёрной лесбиянкой» лишит её каких-либо шансов на успешную жизнь. Но желанию сердца противостоять невозможно.

## Актёрский состав
- Кати Штюдеман — Набу
- Шанталь де Фрайтас — Ким Бергер
- Изабелла Паркинсон — Джузеппа, подруга Набу
- Пьер Зануси-Блис — Кофи Эке, друг Ким
- Аглая Шишковиц — Катя
- Уве Роде — Дитер

## Награды
Фильм получил следующие награды:
| Награды                                                    | Награды | Награды                   | Награды                       | Награды            |
| ---------------------------------------------------------- | ------- | ------------------------- | ----------------------------- | ------------------ |
| Фестиваль / Премия                                         | Год     | Награда                   | Категория                     | Победитель         |
| Кинофестиваль «Аутфест»                                    | 1998    | Приз зрительских симпатий | Outstanding Narrative Feature | Ангелина Маккароне |
| Toronto Inside Out Lesbian and Gay Film and Video Festival | 1998    | Приз зрительских симпатий | Best Feature                  | Ангелина Маккароне |